# Giordano Caetani
Giordano Caetani (ca. 1418 – Napoli, 13 ottobre 1496) è stato un umanista e arcivescovo italiano.

## Biografia
Figlio, forse secondogenito, del conte di Fondi Cristoforo Caetani e della napoletana Giovannella del Forno, Giordano nacque verso il 1418, probabilmente a Fondi. Della sua giovinezza si sa poco: a quanto pare, fu avviato agli studi letterari e coltivò la poesia latina, come dimostrerebbe un “epigramma” dedicatogli intorno al 1458 dal suo conterraneo Giovanni Antonio Campano. Come il fratello Onorato II Caetani, conte di Fondi, anche Giordano godé del favore del re Ferrante I d'Aragona, che  il 16 agosto 1491 gli concesse di aggiungere il cognome della Casa d'Aragona.
Essendo figlio cadetto, fu destinato alla carriera ecclesiastica: nel 1440 è definito “chierico fondano” impegnato negli studi di diritto canonico; nel 1447 aveva conseguito solo gli ordini minori. Il papa Niccolò V in data 17 aprile 1447 gli conferì la sede arcivescovile di Capua; nello stesso anno Giordano si laureò, probabilmente in diritto canonico, presso l'Università di Siena. Ottenne non pochi benefici ecclesiastici: fu preposito del monastero benedettino di S. Benedetto di Capua (1440); commendatario del monastero benedettino di S. Magno presso Fondi (ca. 1469 -1492); commendatario del monastero benedettino della S.ma Trinità di Gaeta (ca. 1477-1480). L'apice della sua carriera di prelato fu il patriarcato di Antiochia concessogli il 19 gennaio 1485 da papa Innocenzo VIII.
L’episcopato di Giordano rimase famoso per l'edizione del Breviarium Capuanum, il primo incunabolo stampato nel 1489 a Capua per sua commissione dal tipografo tedesco Christian Preller. Insieme al fratello Onorato II patrocinò un’altra impresa editoriale: il dialogo De rationalis animae immortalitate del frate domenicano Filippo Barberio (1427-1487), in cui entrambi compaiono come dedicatari e come uniche personae loquentes; l'opera rimase però allo stadio di manoscritto. L'arcivescovo fu molto attivo nella ristrutturazione del duomo di Capua, di cui rinnovò anche l'arredo. Ampliò la chiesa in lunghezza con l’aggiunta di due campate, il contestuale rifacimento della facciata e la ristrutturazione del quadriportico antistante; nel 1490 vi eresse anche la cappella del tesoro, detta anche “Torre di San Paolino” e l'annessa sagrestia, decorata da un pregevole pavimento a maioliche figurate che esaltavano la gloria dei Caetani di Fondi e la devozione al re Ferrante I d'Aragona. Dopo i bombardamenti dell'ultima guerra fu recuperata solo una parte delle mattonelle. Poco prima della morte ristrutturò la vecchia cappella del tesoro dedicandola a Santa Lucia: sull'altare fece collocare intorno al 1492 la tavola Madonna con il Bambino tra i santi Stefano e Lucia commissionata a Antoniazzo Romano; nella parete sinistra fece costruire il suo sepolcro, che l'epigrafe dedicatoria consente di datare al 1496.
Giordano Caetani rimase molto legato a Fondi, probabilmente la sua città natale, dove soggiornava spesso: intorno al 1462 vi fece costruire un suo palazzo, situato sopra la porta cittadina chiamata “Portella” e confinante con la cinta muraria. A breve distanza dal palazzo fondò una chiesa dedicata a S. Girolamo e consacrata nel 1484, come attestava l'iscrizione dedicatoria della pala d'altare commissionata a Cristoforo Scacco, in cui egli si fece ritrarre nell'atto di consegnare la chiesa alla Madonna con il Bambino.
Morì a Napoli il 13 ottobre 1496.